# Menecles insertus
Menecles insertus är en insektsart som först beskrevs av Thomas Say 1832.  Menecles insertus ingår i släktet Menecles och familjen bärfisar. Inga underarter finns listade i Catalogue of Life.